# Bea Uusma
Mari Beatrice „Bea” Uusma (ur. 20 marca 1966 w Lidingö) – szwedzka pisarka, ilustratorka oraz lekarka.

## Życiorys
Uusma urodziła się i wychowała na Lidingö. Pracowała jako ilustratorka. W 1999 r. napisała Astronauten som inte fick landa (Astronauta, który nie mógł wylądować) – książkę dla dzieci o amerykańskim astronaucie Michaelu Collinsie. W połowie lat 90. XX wieku zainteresowała się wyprawą polarną Andréego i od tego czasu próbuje dowiedzieć się, co stało się z uczestnikami ekspedycji. Doprowadziło to do wydania książki Expeditionen: min kärlekshistoria (2013) przez wydawnictwo Norstedts. 
W 2013 roku jej książka Ekspedycja. Historia mojej miłości została wyróżniona prestiżową nagrodą Augustpriset w kategorii literatury faktu. Książka ukazała się w Polsce w tłumaczeniu Justyny Czechowskiej w 2017 r. nakładem wydawnictwa Marginesy.
Po kilku latach pracy jako ilustratorka, wykształciła się na lekarza i pracuje teraz (2017) w szpitalu Karolinska w gminie Solna. Bea Uusma przyznaje, że wiedza medyczna pomogła jej zagłębić się w przyczyny podjęcia wyprawy przed Andréego i zbadać tajemniczą śmierć ekspedystów.
W latach 1996–2013 była w związku małżeńskim z Henrikiem Schyffertem, z którym ma dwoje dzieci. Siostra Uusmy, Martina Hagg, jest aktorką, pisarką i felietonistką.
Na przełomie 2016 i 2017 roku Bea Uusma brała udział w programie På spåret razem z Kristofferem Appelquistem.